# Prix Tuvalu
Pour les articles homonymes, voir Tuvalu (homonymie).
Le Prix Tuvalu du dérèglement climatique était un prix décerné chaque année de 2004 à 2008 par un jury composé d’associations écologistes françaises (Agir pour l'environnement, Réseau Action Climat et Transport et Environnement). Le nom de ce prix vient de l'archipel de Tuvalu, menacé d'engloutissement par la montée des eaux consécutive au réchauffement climatique.
Cet « antiprix » épinglait un « acteur politique ou économique ayant montré son incapacité à agir en faveur de la lutte contre le dérèglement climatique ».

## Attribution du prix Tuvalu
| Année | Acteur épinglé      | Explication |
| 2004  | Mercedes-Benz       | Pour le 4x4 G500 Cabriolet émettant 400 grammes de CO2 par kilomètre parcouru, soit plus de 80 tonnes par véhicule en fin de vie                           |
| 2005  | Volkswagen          | Pour le 4x4 diesel Touareg V10 rejetant 346 grammes de CO2 par kilomètre parcouru.                                                                         |
| 2006  | José Manuel Barroso | Pour son discours en faveur du développement durable et l'absence de volonté pour sa mise en pratique.                                                     |
| 2007  | Peugeot Citroën     | Pour le 4x4 4007, de Peugeot, rejetant 194 grammes de CO2/km parcouru en cycle mixte, soit plus de 250 g de CO2/km en cycle urbain, climatisation incluse. |
| 2008  | Renault             | Pour le 4x4 Renault Koleos rejetant 191 grammes de CO2/km parcouru en cycle mixte.                                                                         |